# Universitat Nacional de Medicina de Ternópil Ivan Horbachevskii
Universitat Nacional de Medicina de Ternópil Ivan Horbachevskiii (en ucraïnès: Тернопільський національний медичний університет імені І. Я. Горбачевського) - és una universitat pública situada a la ciutat de a Ternòpil, a Ucraïna.

## Facultats
- mèdic;
- farmacèutica;
- dental;
- estudiants estrangers;
- formació de postgrau.